# Нагулко Тарас Дмитрович
Тарас Дмитрович Нагулко (нар. 30 жовтня 1937, село Коростова, тепер село Українка Острозького району Рівненської області) — український діяч, лікар, акушер-гінеколог Шепетівської залізничної лікарні Хмельницької області. Народний депутат України 1-го скликання.

## Біографія
Народився у селянській родині.
У 1955—1957 роках — студент Рівненського медичного училища.
У 1957 році — завідувач медичного пункту села Пляшева Рівненської області.
У 1957—1960 роках — служба в Радянській армії.
У 1960—1967 роках — студент лікувального факультету Вінницького медичного інституту імені Пирогова, лікар.
У 1967 році — дільничий лікар села Гульча Здолбунівського району Рівненської області.
У 1967—1972 роках — акушер-гінеколог районної лікарні міста Славути Хмельницької області.
З 1972 року — акушер-гінеколог Шепетівської залізничної лікарні Хмельницької області.
18.03.1990 року обраний народним депутатом України, 2-й тур 45,80 % голосів, 11 претендентів. Входив до «Народної ради», фракція Народного руху України, фракції «Безпартійні», фракції Конгресу національно-демократичних сил. Член Комісії ВР України у справах жінок, охорони сім'ї, материнства і дитинства.
Член Конгресу українських націоналістів (КУН). Був головою Шепетівської районної організації КУН Хмельницької області.